# Назаренко Микола Григорович
Микола Григорович Назаренко (19 грудня 1911 — 20 листопада 1992) — донський козак, колабораціоніст, правий екстреміст. Після війни був лідером козацької еміграції в США, обіймав посаду президента Всесвітньої федерації козацького національно-визвольного руху та Американської козацької республіканської національної федерації  .

## Ранні роки
Народився у станиці Старочеркаській. В 1918 сім'я Назаренка утекла до Румунії, де він виріс і згодом був зарахований до румунської армії.
Завдяки знанню російської був завербований для агентурної роботи в Росії. В 1933 був відправлений в СРСР, але був схоплений при переправі через Дністер і ув'язнений. Утік і в 1935 оселився в Таганрозі під вигаданим ім'ям. 
З початком радянсько-німецької війни зміг стати командиром робітничого ополчення, сформованого восени 1941. Здобув звання старшого лейтенанта . Багато членів ополчення походили з донських козаків, що втратили свою землю за радянської влади, що дозволило Назаренко переконати загін перейти на бік Німеччини .

## Перехід до німців
У жовтні 1941 року, коли німецькі війська підійшли до річки Міус, загін робочої міліції під командою Назаренка займав другу лінію оборони 9-ї армії. Вибравши зручний момент, Назаренко наказав атакувати першу лінію оборони з тилу. Солдати 14-го танкового корпусу вермахту з подивом виявили, що радянські війська борються між собою. Німці підтримали загін Назаренка, і 80 людей, що залишилися живими, були відправлені в тил. Назаренко мав зустріч із генералом Густавом фон Вітерсгаймом і переконав його у своїй вірності Німеччині. Назаренко стверджував, що хотів боротися з радянським режимом та розглядав операцію «Барбаросса» як початок звільнення козаків від ярма більшовизму. Він і його люди були зараховані до вермахту як розвідувальний батальйон, отримавши німецьку форму з написом Kosaken.
23 жовтня 1941 загін Назаренко прийняв присягу на вірність Адольфу Гітлеру. Батальйон пішов за 14-м танковим корпусом до Ростова і незабаром був переведений до 1-ї танкової армії Евальда фон Кляйста. Козачий розвідувальний батальйон в основному використовувався для боротьби з партизанами та охорони військовополонених. Козачі частини часто виконували «брудну роботу», зокрема розстріл євреїв.
У серпні 1943 року загін Назаренка чисельністю 500 чоловік був включений до складу 1-ї козацької кавалерійської дивізії . Командир дивізії Гельмут фон Паннвіц призначив Назаренка відповідальним за контррозвідку. Дивізія була відправлена не на східний фронт, як очікувалося, а до Боснії та Хорватії. Незабаром козацька дивізія була переведена з вермахту до Ваффен-СС
В 1944 Назаренко служив перекладачем і дізнавачем військовополонених у вермахті і СС в Румунії. Того ж року, перебуваючи в Белграді, одружився з дочкою генерала В'ячеслава Науменка, отамана Кубанського козачого війська. Наприкінці війни Назаренко перебував у Берліні як начальник розвідки козачого «уряду у вигнанні», створеного Альфредом Розенбергом і очолюваного Петром Красновим. Тесть Назаренка, генерал Науменко, був у цьому уряді військовим міністром. Перебуваючи в Мюнхені, Назаренко здався американцям і уникнув видачі СРСР. З 1945 по 1949 рік працював у Баварії в контррозвідці армії США як перекладач і займався виявленням можливих радянських агентів у таборах для переміщених осіб.

## Активіст республіканської партії
У 1949 році емігрував до США, де жив у різних місцях у районі Нью-Йорка та Нью-Джерсі  . У США Назаренко заснував та очолив Асоціацію ветеранів 1-ї козацької дивізії . Частина козаків, які служили у Східних легіонах та Ваффен-СС, перебралися до Австралії, де їх тепло зустріли, оскільки вони були білими, християнами та антикомуністами, що відповідало австралійським уявленням про ідеальних іммігрантів . В результаті Австралія стала одним із основних напрямків еміграції козаків. Після 1950 року Назаренко багато часу проводив в Австралії, щоб підтримувати контакти з козаками . В 1960 він став одним з організаторів щорічного параду з нагоди Дня поневолених народів, який з тих пір щорічно проводиться в Нью-Йорку . На президентських виборах 1968 і 1972 Назаренко як президент козацької федерації агітував за кандидата від республіканців Річарда Ніксона . Був учасником Антибільшовицького блоку народів (ABN). В 1969 журнал ABN Correspondence включив його до своєї ради директорів як представника організації у справах «козаків-ветеранів війни».